# Aspericreta georgensis
Aspericreta georgensis är en mossdjursart som beskrevs av Hayward och Thorpe 1990. Aspericreta georgensis ingår i släktet Aspericreta och familjen Smittinidae. Inga underarter finns listade i Catalogue of Life.